# Dirección General de Transporte Acuático de Nicaragua
La Dirección General de Transporte Acuático (DGTA) es la entidad del Gobierno de Nicaragua encargada de normar, regular y supervisar el transporte acuático, fluvial, lacustre y marítimo en el país. Es la autoridad marítima nacional y está adscrita al Ministerio de Transporte e Infraestructura (MTI).

## Funciones
Según la Ley N.º 399, Ley de Transporte Acuático, la DGTA tiene a su cargo:
- Supervisar la seguridad de la navegación en puertos, lagos, ríos y costas.
- Regular los servicios de transporte acuático de pasajeros y carga.
- Otorgar licencias de operación a embarcaciones, estibadores y operadores portuarios.
- Coordinar acciones con la Fuerza Naval del Ejército de Nicaragua para la inspección técnica de embarcaciones.
- Implementar normativas internacionales como el convenio SOLAS, MARPOL, IMDG y PBIP.
- Controlar el manejo de mercancías peligrosas en puertos nicaragüenses.[3]

## Organización
La DGTA opera en conjunto con las Capitanías de Puerto y los Distritos Navales de la Fuerza Naval del Ejército de Nicaragua, encargados de velar por la aplicación local de las normativas.

## Marco legal
- Ley N.º 399 – Ley de Transporte Acuático (2001).
- Reglamentos técnicos portuarios, adaptados de convenios internacionales de la Organización Marítima Internacional.
- Resoluciones administrativas de la DGTA y del MTI.